# Lamas do Vouga
Pour les articles homonymes, voir Lamas.
Lamas do Vouga est une ancienne paroisse civile portugaise (en portugais : freguesia) de la municipalité d'Águeda dans le district d'Aveiro. 
La loi no 11-A/2013 du 28 janvier 2013, portant réorganisation administrative du territoire des freguesias, fusionne Lamas do Vouga avec les paroisses voisines de Trofa et Segadães pour former l’União das freguesias de Trofa, Segadães e Lamas do Vouga (dont le siège est à Trofa).